# Савельев, Владимир Аркадьевич
Влади́мир Арка́дьевич Саве́льев (1947, Чита — 1998) — российский политолог, учёный-американист, дипломат, историк.

## Образование
Окончил исторический факультет МГУ в 1970 году и аспирантуру Института США и Канады АН СССР в 1973 году; доктор исторических наук (1988).

## Научная и дипломатическая деятельность
В 1973—1990 гг. работал в Институте США и Канады АН СССР. Специалист по проблемам внутренней и внешней политики США, проблемам функционирования Конгресса США.
С 1990 года работал в МИД СССР, затем в МИД России, в котором возглавлял Департамент по связям с субъектами Федерации, парламентом и общественно-политическими организациями. В 1993—1997 гг. — заместитель постоянного представителя России при Европейских Сообществах. В 1993 году указом Президента России ему был присвоен дипломатический ранг Чрезвычайного и Полномочного Посланника 2-го класса.

## Политическая деятельность
В сентябре 1990 года на конференции инициативной группы был избран членом центрального комитета Конституционно-демократической партии (Партии народной свободы), которую возглавлял народный депутат РФ Михаил Астафьев. В 1991 на съезде партии вновь был избран членом её ЦК.

## Труды
- США: сенат и политика. М.. 1976.
- Никифоров А. С., Золотухин В. П., Савельев В. А., Васихан В. А. Государственный строй США/ Отв. ред. А. С. Никифоров. — М., 1976.
- США: кризис законодательной власти. М., 1986.
- Капитолий США: прошлое и настоящее. М., 1989.